# Geologia da Inglaterra

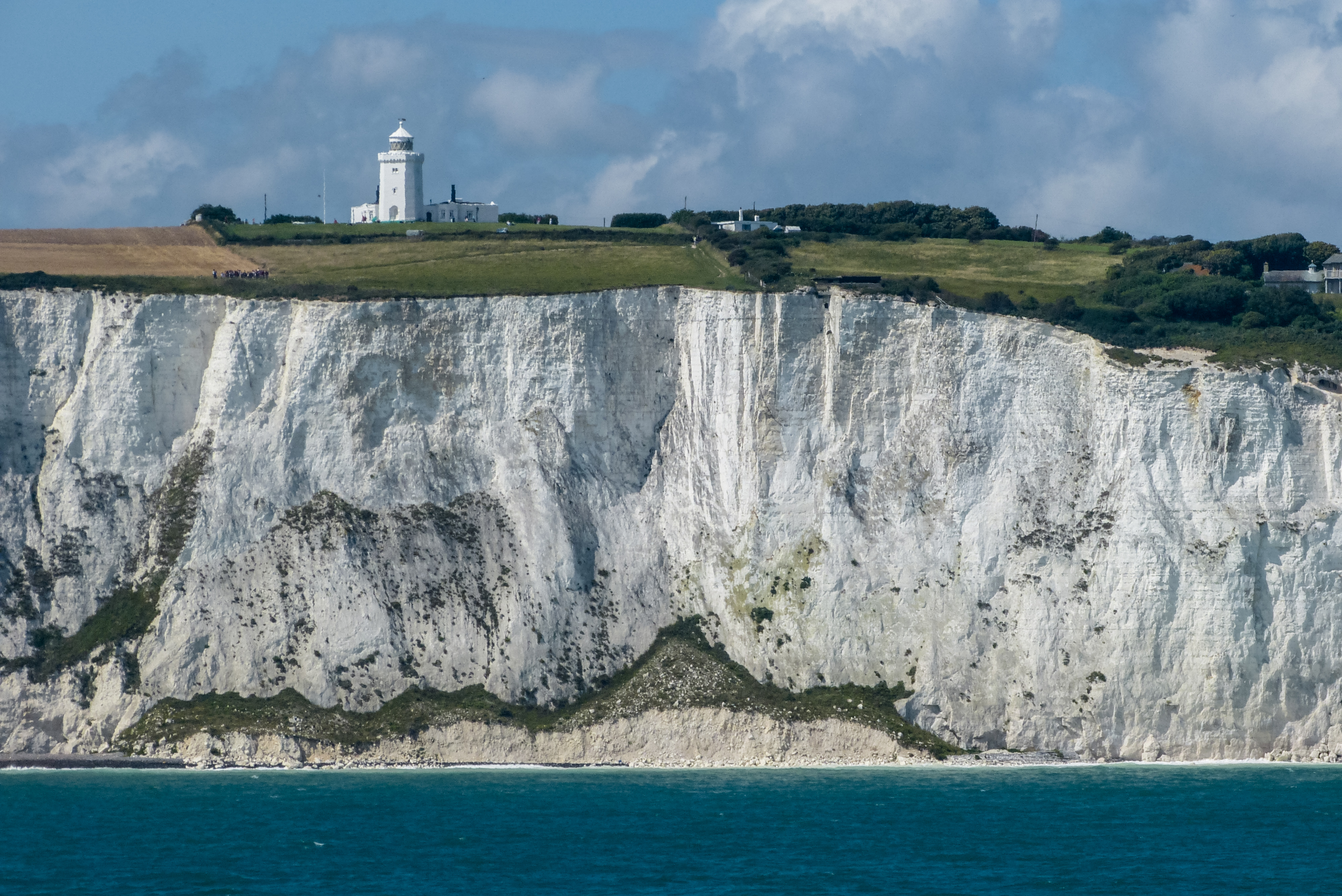
Os Penhascos Brancos de Dover, Kent, feitos de giz da era cretácea

A geologia da Inglaterra é principalmente sedimentar . As rochas mais jovens estão no sudeste em torno de Londres, progredindo em idade na direção noroeste. A linha Tees-Exe marca a divisão entre rochas mais jovens, mais suaves e baixas no sudeste e as rochas geralmente mais velhas e duras do norte e oeste que dão origem a um relevo mais alto nessas regiões. A geologia da Inglaterra é reconhecível na paisagem de seus condados, nos materiais de construção de suas cidades e em suas indústrias extrativas regionais.

## Base rochosa
O leito rochoso consiste em muitas camadas formadas ao longo de vastos períodos de tempo. Estes foram estabelecidos em vários climas à medida que o clima global mudou, as massas de terra se moveram devido à deriva continental e os níveis da terra e do mar subiram ou desceram. De tempos em tempos, as forças horizontais faziam com que a rocha sofresse considerável deformação, dobrando as camadas de rocha para formar montanhas que desde então foram erodidas e sobrepostas com outras camadas. Para complicar ainda mais a geologia, a terra também esteve sujeita a períodos de terremotos e atividade vulcânica.
A glaciação e a deposição glacial e fluvio-glacial resultante tiveram um grande impacto na paisagem da Inglaterra, cobrindo muitas áreas com um verniz glacial nas áreas mais baixas ao norte de uma linha que vai de Bristol a Londres. No vale Ribble, Lancashire, no noroeste da Inglaterra, os drumlins resultantes são claramente visíveis. Cromer Ridge em East Anglia é uma morena terminal . De fato, a maior parte de East Anglia é coberta por lavouras glaciais que produziram seus ricos solos argilosos . Este material inconsolidado (não está firmemente colado) é muito facilmente erodido, daí a rápida taxa de retração do litoral desta região.

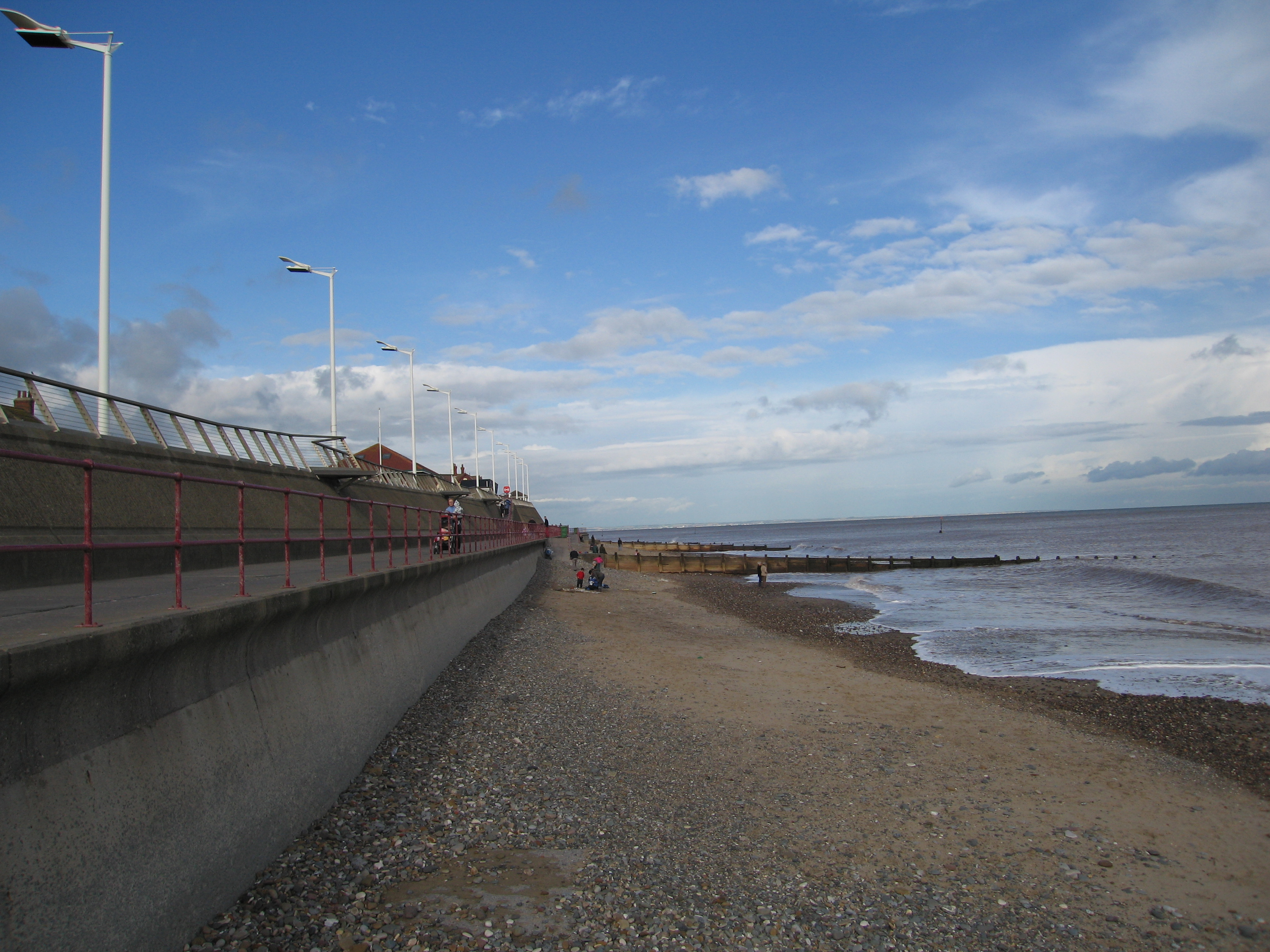
Hornsea, onde os depósitos glaciais macios estão sofrendo com a erosão costeira

Uma situação semelhante existe em East Yorkshire, no distrito de Holderness . O afloramento de giz em Flamborough Head, no norte, produz um promontório relativamente resistente à erosão costeira, enquanto o litoral ao sul, em lugares como Mappleton e Hornsea, com seus depósitos glaciais macios, é vulnerável.
As antigas calotas polares não chegavam ao sul da linha que vai de Bristol a Londres, então esta área foi impactada apenas pela deposição fluvio-glacial que é representada em leitos de cascalho ao redor de rios como o Tâmisa. À medida que as calotas polares recuaram para o norte, mais deposições fluvio-glaciais ocorreram, por exemplo, no Vale de York

## História geológica

### Supereon Pré-cambriano
Nenhuma rocha anterior ao Proterozóico ocorre na superfície da Inglaterra.

#### Éon Proterozóico
O Proterozóico durou de (2.500–541 Ma ). Acredita-se que o desenvolvimento geológico inicial do terreno de Avalonia, incluindo a Inglaterra, tenha ocorrido em arcos vulcânicos perto de uma zona de subducção na margem do continente  Gondwana . Algum material pode ter se acumulado de arcos de ilhas vulcânicas que se formaram mais longe no oceano e depois colidiram com Gondwana como resultado de movimentos de placas tectônicas . A atividade ígnea começou há 730 milhões de anos e continuou até cerca de 570 milhões de anos atrás, resultando em uma região de ilhas vulcânicas dentro de um mar raso. Os restos dessas ilhas estão subjacentes a grande parte do centro da Inglaterra, com pequenos afloramentos visíveis em vários lugares.
Cerca de 600 milhões de anos atrás, a Orogenia Cadomiana (período de construção de montanhas) criou montanhas no que posteriormente se tornaria a Inglaterra, junto com grande parte do noroeste da Europa .

### Éon Fanerozóico
O Fanerozóico compreende as eras Paleozóica, Mesozóica e Cenozóica, cada uma delas representada na geologia inglesa.

#### Era Paleozóica
O Paleozóico compreende seis períodos do Cambriano ao Permiano (539 – 252 a.c).

##### Período Cambriano
No início do período Cambriano, os vulcões e as montanhas da Inglaterra foram erodidos à medida que a terra foi inundada pelo aumento do nível do mar, e novas camadas de sedimentos foram depositadas. Folhelhos cambrianos colocados em um mar raso são expostos nas Midlands em Nuneaton . Grande parte da Inglaterra central formou um bloco estável de crosta que permaneceu praticamente sem deformações desde então.

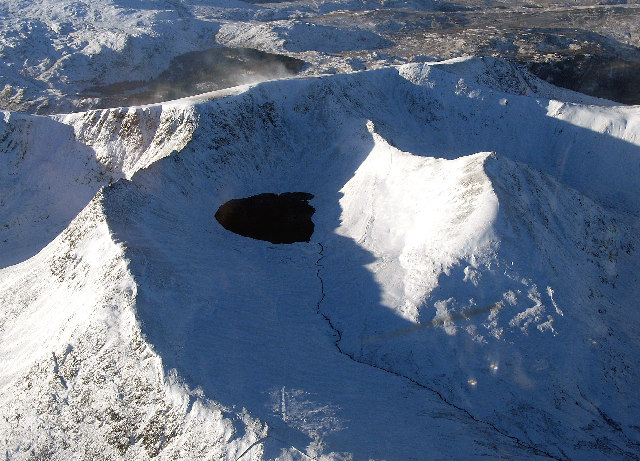
Helvellyn, um remanescente da atividade vulcânica no Lake District

##### Período Ordoviciano
Quinhentos milhões de anos atrás, no período Ordoviciano, o sul da Grã-Bretanha, a costa leste da América do Norte e o sudeste da Terra Nova se separaram de Gondwanaland para formar o continente de Avalonia . As ardósias Skiddaw do Lake District consistem em sedimentos marinhos metamorfoseados depositados na margem norte de Avalonia.
Grandes quantidades de lava vulcânica e cinzas conhecidas como Borrowdale Volcanics cobriram o Lake District, ainda visto na forma de montanhas como Helvellyn e Scafell Pike .

##### Período Siluriano
No período Siluriano, arenitos e argilitos foram depositados em algumas partes da Inglaterra. Cinzas vulcânicas e lavas depositadas durante o período ainda são encontradas nas colinas de Mendip .
Avalonia agora se juntou ao continente da Báltica, e a massa de terra combinada colidiu com Laurentia cerca de 425 milhões de anos atrás, unindo as metades sul e norte das Ilhas Britânicas . A orogenia caledoniana resultante produziu uma cordilheira de estilo alpino . A Inglaterra ficava na margem sul dessa cordilheira.
No período Devoniano, o norte da Inglaterra era uma região erguida pela Orogenia Caledoniana. As regiões elevadas foram gradualmente erodidas, resultando na deposição de numerosas camadas de rochas sedimentares em terras baixas e mares. O Old Red Sandstone foi depositado em grande parte do centro e sul da Inglaterra. Os níveis do mar variaram consideravelmente nessa época, com o litoral avançando e recuando de norte a sul em toda a Inglaterra. O antigo arenito vermelho de Devon deu nome ao período.

##### Período Carbonífero

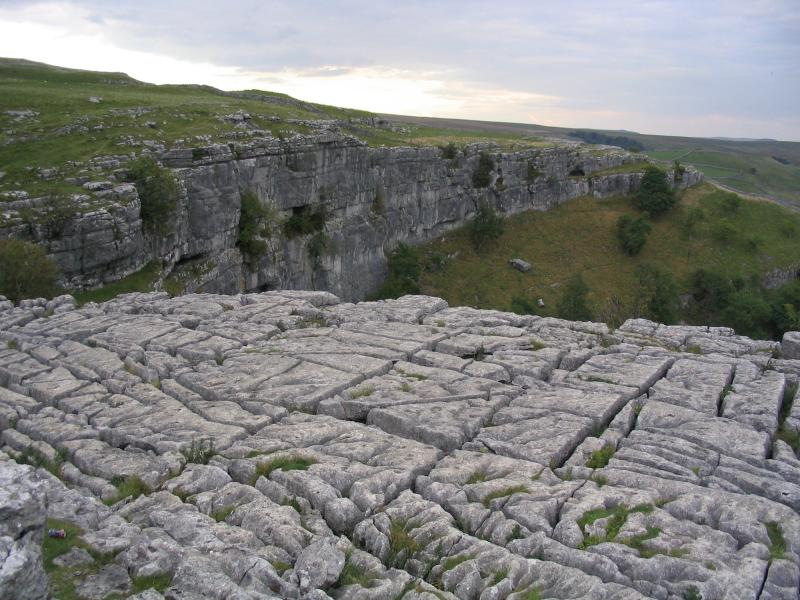
Pavimento de calcário acima de Malham Cove em parte de Yorkshire Dales formado por calcário carbonífero

Cerca de 360 milhões de anos atrás, durante o período Carbonífero, a Inglaterra estava situada no equador, coberta pelas águas quentes e rasas do Oceano Rheic . Durante esse tempo, o calcário carbonífero foi depositado, conforme encontrado nas colinas de Mendip, no Peak District de Derbyshire, no norte de Lancashire e no norte dos Peninos . A erosão desta paisagem por carbonatação levou a um cenário muito distinto. Particularmente notável é a área ao redor de Malham em Yorkshire Dales com seus pavimentos de calcário, buracos de pia e buracos de agitação . Gaping Gill contém uma cachoeira que desaparece no subsolo no calcário carbonífero.
A formação do Calcário Carbonífero foi seguida pela deposição de xistos marinhos escuros, siltitos e arenitos grosseiros do Millstone Grit, notadamente na área posteriormente soerguida para formar o anticlinal Penino. Esta sequência pode ser vista em Yorkshire Dales com Ingleborough projetando-se acima da paisagem de calcário carbonífero abaixo.
Mais tarde, formaram-se deltas de rios e os sedimentos depositados foram colonizados por pântanos e florestas tropicais . Foi nesse ambiente que se formaram as medidas cíclicas do carvão. O carvão pode ser encontrado tão ao sul quanto Kent, com depósitos que se estendem para o norte até Tyne and Wear ; embora o carvão tenha sido amplamente extraído nas Midlands e no norte da Inglaterra. Uma das melhores exposições das Medidas de Carvão está na costa nordeste entre Whitley Bay e Seaton Sluice .

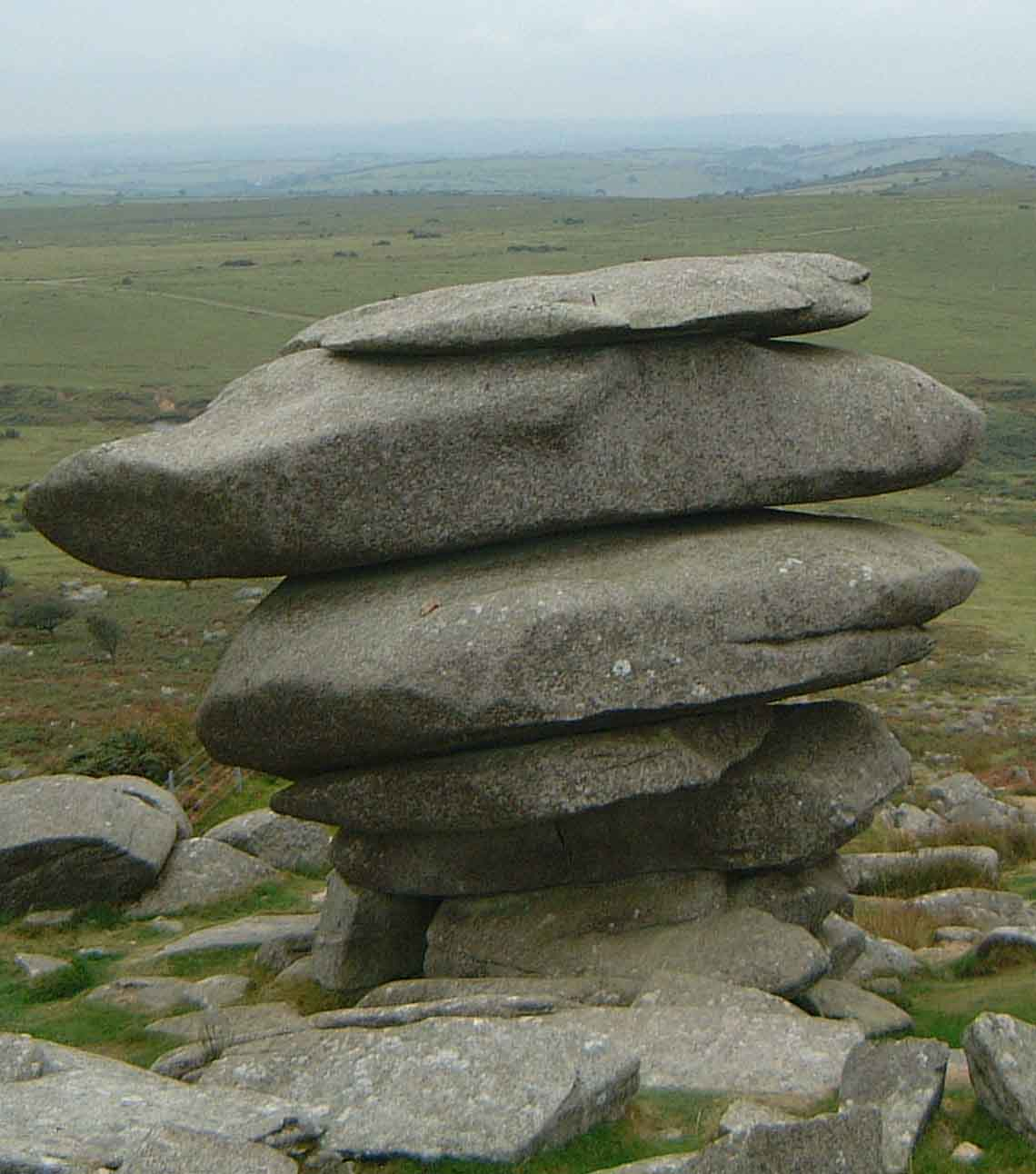
O Cheesewring, um tor de granito no extremo sul de Bodmin Moor

##### Orogênese Varisca
Cerca de 280 milhões de anos atrás, no final do período Carbonífero, a orogenia Varisca (período de construção de montanhas) causou grandes deformações no sudoeste da Inglaterra. A região geral da dobradura varisca ficava ao sul de uma linha leste-oeste aproximadamente de Avon a Kent, embora dobras menores ocorressem ao norte, como Derbyshire e Berwick-upon-Tweed . A principal pressão tectônica era do sul ou sudoeste.
No final da orogenia, ocorreu a colocação de um grande batólito de granito abaixo do que hoje é Devon e Cornwall . Este granito está agora exposto como Dartmoor, Bodmin Moor e várias outras exposições na Cornualha, incluindo as Ilhas Scilly . Torres de granito formam elementos importantes na paisagem nessas áreas. O metamorfismo das rochas secundárias e a circulação hidrotermal de fluidos ricos em metais na rocha em resfriamento forneceram a fonte dos extensos depósitos metalíferos da região (principalmente cobre e estanho). O desgaste posterior do granito levou a depósitos de caulim que foram escavados por ser uma importante fonte de caulino e argila plástica usados na produção de produtos como porcelana e papel de impressão brilhante.
No final do período, a Inglaterra tinha um clima desértico quente e árido, com frequentes inundações repentinas deixando depósitos que formavam leitos vermelhos, algo semelhante ao posterior, Triassic New Red Sandstone.
Após o final do período Carbonífero, uma intrusão de quartzo dolerita formou o Whin Sill. O River Tees flui sobre isso em High Force no Alston Block. Whin Sill também é visto novamente na Muralha de Adriano. A rocha country é calcário e folhelhos do Carbonífero Inferior.

##### Período Permiano
O período Permiano foi caracterizado por 30 milhões de anos por deserto árido e erosão das áreas erguidas na Orogenia Varisca (sudoeste da Inglaterra e áreas adjacentes no atual Canal da Mancha). Mais tarde, grande parte da Inglaterra foi submersa em águas rasas quando as camadas de gelo polar derreteram e o oceano Tethys e o mar Zechstein se formaram, depositando xisto, calcário, cascalho e marga, antes de finalmente recuar para deixar um deserto plano com salinas .

#### Era Mesozóica

##### Período Triássico
À medida que a Pangeia se deslocou durante o período Triássico, a Inglaterra se afastou do equador até ficar entre 20° e 30° norte. Camadas vermelhas, incluindo arenitos e argilitos vermelhos, formam os principais sedimentos do Novo Arenito Vermelho. Os remanescentes das terras altas de Variscan na França ao sul foram erodidos, resultando em camadas do New Red Sandstone sendo depositadas no centro da Inglaterra e em bacias com falhas em Cheshire . Uma bacia se desenvolveu na região de Hampshire nessa época. Rifting ocorreu dentro e ao redor da Inglaterra, antes da separação do supercontinente no período Jurássico.
Fragmentos de rocha encontrados perto de Bristol parecem indicar que em 214 milhões de anos atrás a Inglaterra foi banhada por uma fina camada de detritos de um impacto de asteroide na Cratera de Impacto Manicouagan no Canadá (quando ambas as áreas faziam parte do supercontinente Pangea), embora isso ainda seja sendo debatido.

##### Período Jurássico
Com o início do período Jurássico, a Pangeia começou a se dividir e o nível do mar subiu, enquanto a Inglaterra flutuava na placa da Eurásia entre 30° e 40° norte. Com grande parte da Inglaterra novamente submersa, rochas sedimentares foram depositadas e agora podem ser encontradas subjacentes a grande parte do sul da Inglaterra, desde Cleveland Hills de Yorkshire até a Costa Jurássica em Dorset, incluindo argilas, arenitos, areias verdes, calcário oolítico de Cotswold Hills, corallian calcário do Vale do Cavalo Branco e da Ilha de Portland . Um sítio jurássico particularmente interessante fica na costa de North Yorkshire, entre Staithes e Port Mulgrave .
O enterro de algas e bactérias sob a lama do fundo do mar durante esse período resultou na formação de petróleo e gás natural do Mar do Norte, grande parte dele preso no arenito sobrejacente por depósitos de sal formados à medida que os mares caíam para formar os pântanos e lagos salgados. e lagoas que abrigavam dinossauros .

##### Período Cretáceo

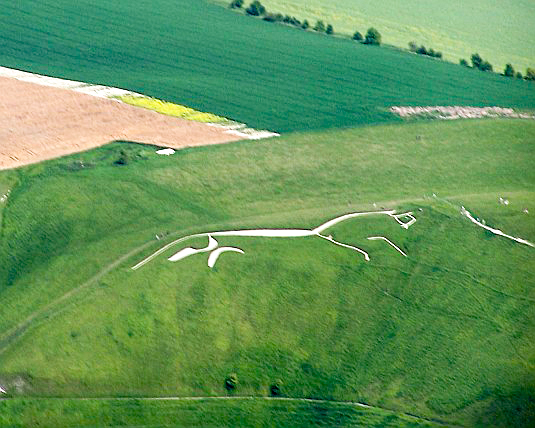
O Cavalo Branco de Uffington esculpido nas terras baixas de giz do sul da Inglaterra

Após 20 milhões de anos durante o período Cretáceo, os mares começaram a inundar a terra novamente até que grande parte da Inglaterra estivesse novamente abaixo do mar, embora os níveis do mar mudassem com frequência. Giz e pederneiras foram depositados em grande parte da Inglaterra, agora notavelmente expostos nos Penhascos Brancos de Dover e nas Sete Irmãs, e também formando a Planície de Salisbury . O alto nível do mar deixou apenas pequenas áreas de terra expostas. Isso causou a falta geral de sedimentos de areia, lama ou argila de origem terrestre nessa época – alguns dos estratos do final do Cretáceo são quase puro giz.

#### Era Cenozóica
O Cenozóico compreende os períodos Paleógeno, Neógeno e Quaternário (66 Ma – presente). Paleógeno
No início do período paleogênico, entre 63 e 52 milhões de anos atrás, formaram-se as últimas rochas ígneas da Inglaterra. O granito Lundy Island no Canal de Bristol data desse período. oi oi oi oi oi oi oio ioi oi oi io oioi
A orogenia alpina que ocorreu há cerca de 50 milhões de anos foi responsável pela formação do sinclinal da Bacia de Londres e do anticlinal Weald ao sul.  Esta orogenia também levou ao desenvolvimento das escarpas de North Downs, South Downs e Chiltern Hills, e as dobras quase verticais no sul de Dorset e na Ilha de Wight .
Durante o período, a Inglaterra foi soerguida levando à erosão e à formação da superfície Sub-Paleogena . Parte dessa elevação ocorreu ao longo de antigas linhas de fraqueza das orogenias Caledônia e Varisca muito antes. As áreas elevadas foram então erodidas e mais sedimentos foram depositados no sul da Inglaterra, incluindo o London Clay, enquanto o Canal da Mancha consistia em planícies de lama e areias depositadas em rios. Grande parte das Midlands e do norte da Inglaterra podem ter sido cobertas por depósitos jurássicos e cretáceos no início do Paleógeno, mas os perderam por meio da erosão. Há 35 milhões de anos, a paisagem incluía faias, carvalhos, sequóias e palmeiras, juntamente com pastagens .

##### Neogene
Nas épocas do Mioceno e do Plioceno do período Neógeno, mais elevação e erosão ocorreram, particularmente nos Peninos. Tipos de plantas e animais desenvolveram-se em suas formas modernas e, cerca de 2 milhões de anos atrás, a paisagem seria amplamente reconhecida hoje.

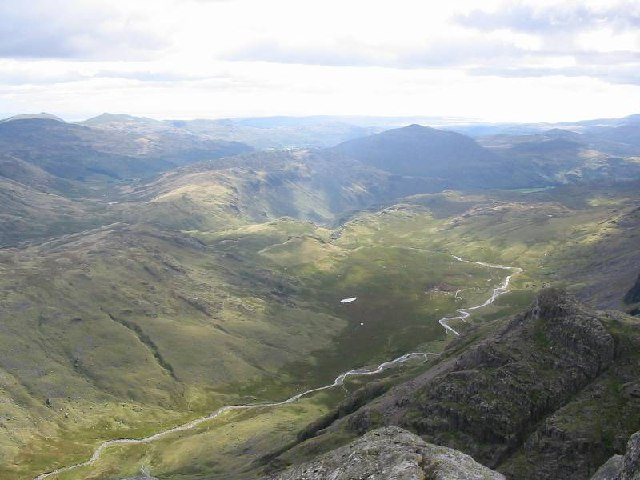
Eskdale de Ill Crag e o resto do Lake District foram afetados pela glaciação no Pleistoceno

##### Quaternário
As principais mudanças durante a época do Pleistoceno foram provocadas por várias eras glaciais recentes. A mais severa foi a Etapa Anglicana, com gelo de até 1.000m (3300ft) de espessura no noroeste, que diminuiu consideravelmente à medida que chegava ao sul, como Londres e Bristol. Essa glaciação ocorreu entre cerca de 500.000 a 400.000 anos atrás e foi responsável pelo desvio do rio Tâmisa em seu curso atual.
Existem extensas evidências na forma de ferramentas de pedra de que o sul da Inglaterra foi colonizado por populações humanas durante o período quente do Estágio Hoxniano que se seguiu à glaciação do Estágio Angliano. É possível que o Canal da Mancha tenha aberto e fechado repetidamente durante esse período, fazendo com que a Grã-Bretanha se tornasse uma ilha de tempos em tempos. Os fósseis humanos mais antigos nessas ilhas também datam dessa época, incluindo o crânio do Homem de Swanscombe de 250.000 anos atrás e o Homem Clactoniano anterior.
Múltiplas glaciações ocorreram durante o Estágio Wolstoniano, entre cerca de 352.000 a 132.000 anos atrás. Acredita-se que tenha atingido o pico há cerca de 150.000 anos, e recebeu o nome da cidade de Wolston, ao sul de Birmingham, que é considerada o limite sul do gelo.
O estágio Wolstoniano foi seguido pelo clima interglacial do estágio Ipswichiano, durante o qual se sabe que os hipopótamos viveram tão ao norte quanto Leeds .

As glaciações mais recentes ocorreram durante o Estágio Devensiano, que se acredita ter começado há cerca de 75.000 anos, atingiu o pico há cerca de 20.000 anos e terminou há apenas 11.500 anos. Os vales do Lake District e partes dos Peninos foram ainda mais erodidos por geleiras, com a própria camada de gelo alcançando o sul até Birmingham. Pensa-se que o país acabou por ser abandonado à medida que o manto de gelo atingiu o seu pico, sendo recolonizado à medida que recuava. Há 5.000 anos, acredita-se que as Ilhas Britânicas eram mais quentes do que são atualmente. Entre as características deixadas pelo gelo estão os vales glaciais em forma de U do Lake District e erráticos (blocos de rocha) que foram transportados pelo gelo, incluindo alguns da região de Oslo e depositados na costa de Yorkshire .

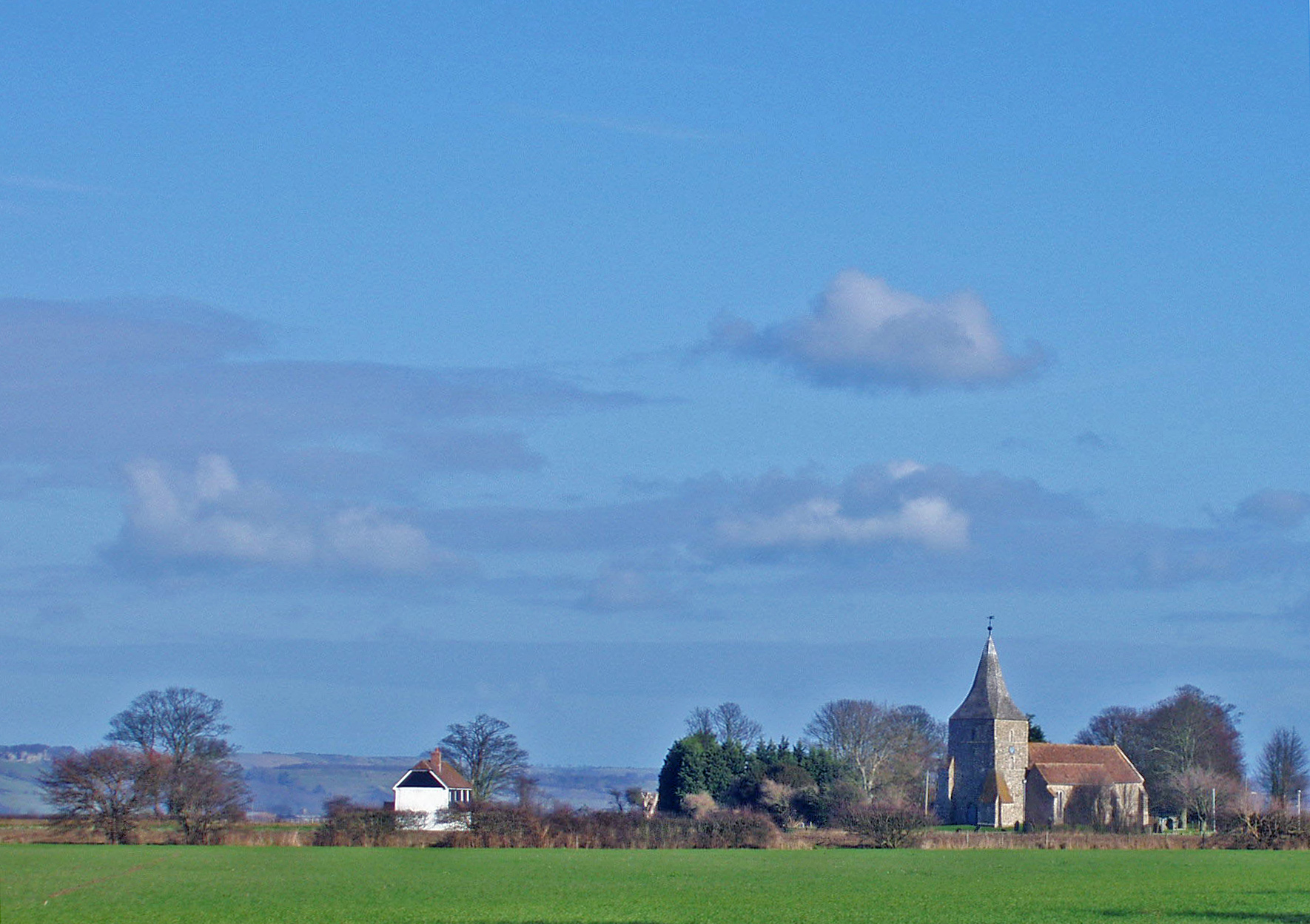
St Mary in the Marsh na paisagem de turfa plana de Romney Marsh

Nos últimos doze mil anos durante o Holoceno, as novas características geológicas mais significativas foram os depósitos de turfa, bem como em áreas costeiras que foram recentemente drenadas artificialmente, como Somerset Levels, The Fens e Romney Marsh .
Desde que os humanos começaram a desmatar a floresta durante a Nova Idade da Pedra, a maior parte da terra já foi desmatada, acelerando os processos naturais de erosão. Grandes quantidades de pedra, cascalho e argila são extraídas a cada ano e, em 2000, 11% da Inglaterra era coberta por estradas ou edifícios.
Atualmente, devido à continuação da ascensão da Escócia como resultado do levantamento do peso do gelo Devensiano, a Inglaterra está afundando. Isso geralmente é estimado em 1mm (1/25 polegadas) por ano, com a área de Londres afundando ao dobro da velocidade, em parte devido à compressão contínua dos recentes depósitos de argila. Um fator contributivo é a drenagem de muitos trechos de terra.
Além disso, o aumento do nível do mar, que se acredita ser devido ao aquecimento global, provavelmente tornará as áreas baixas de terra cada vez mais suscetíveis a inundações, enquanto em algumas áreas o litoral continua a se desgastar em um ritmo geologicamente rápido
Eventos recentes de inundação deixam evidências geológicas, como as inundações do Canal de Bristol em 1607.
As Ilhas Britânicas continuam sujeitas a vários terremotos muito pequenos a cada mês, e ocasionais leves a moderados. Durante o século 20, 25 terremotos com magnitude de 4,5 a 6,1 na escala Richter foram sentidos, muitos deles originários da própria Inglaterra. Notável foi o terremoto de Colchester em 1884 e o terremoto de Dudley em 2002 .

## Tectônica de Avalônia
Avalonia era um antigo microcontinente ou terreno cuja história formou grande parte das rochas mais antigas da Europa Ocidental. O nome é derivado da Península de Avalon em Newfoundland . A Inglaterra estava quase inteiramente contida no bloco Avaloniano, como mostrado no mapa, e assim compartilha sua cronologia de geolocalização.
No início do Cambriano, o supercontinente Pannotia se separou e Avalonia se afastou de Gondwana para o norte. Este movimento independente de Avalonia começou a partir de uma latitude de cerca de 60° Sul. O extremo leste de Avalonia colidiu com a Báltica, uma placa continental ocupando as latitudes de cerca de 30°S a 55°S, enquanto a última girava lentamente no sentido anti-horário em sua direção. Isso aconteceu no final do Ordoviciano e durante o início do Siluriano .
No final do Siluriano e no Devoniano inferior, a Báltica e a Avalonia combinadas colidiram progressivamente, com a Laurentia, começando com a longa extremidade da Avalonia, que agora está ligada à América. O resultado disso foi a formação da Euramerica . Na conclusão desta etapa, o local da Grã-Bretanha estava em 30°S e Nova Escócia em cerca de 45°S. Esta colisão é representada pelo dobramento caledoniano ou na América do Norte como uma fase inicial da orogenia acadiana .
No Permiano, o novo continente e outro terreno, Armorica, que incluía a Iberia, derivaram de Gondwana, prendendo Avalonia entre ele e o continente, adicionando assim a Iberia/Armorica à Euramerica. Isso foi seguido pela chegada de Gondwana. Os efeitos dessas colisões são vistos na Europa como dobramento varisco . Na América do Norte aparece como fases posteriores da orogenia Acadiana. Isso estava acontecendo em torno do equador durante o final do Carbonífero, formando a Pangea de tal forma que Avalonia estava perto de seu centro, mas parcialmente inundada pelo mar raso.
No Jurássico, Pangea se dividiu em Laurásia e Gondwana, com Avalonia como parte da Laurásia. No Cretáceo, a Laurásia dividiu-se na América do Norte e na Eurásia com a Avalônia dividida entre elas.